# Заброды (Луцкий район)
Заброды (укр. Заброди) — село в Киверцовской городской общине Луцкого района Волынской области Украине.
До 2020 года входило в Киверцовский район.
Код КОАТУУ — 0721886607. Население по переписи 2001 года составляет 86 человек. Почтовый индекс — 45200. Телефонный код — 3365. Занимает площадь 0,356 км².